# 土門トキオ
土門 トキオ（どもん ときお）は、東京都出身の漫画家。別名義：渚みつる

## 略歴
- 1976年、「受験ワールド」で第4回赤塚賞準入選（渚みつる 名義）。
- 1983年、「スーパーめん吉」で第6回藤子不二雄賞佳作を受賞（渚みつる 名義）。
- 同年、土門トキオに改名し、「つっぱりロック」（別冊コロコロコミック）で再デビュー。

## 作品リスト
- 受験ワールド（週刊少年ジャンプ 1976年）
- プロポーズ大作戦（花とゆめ 1979年 春の大増刊号）
- わしは♀じゃ!?（花とゆめ 1979年16号）
- おばあさまのかくされた欲望（花とゆめ 1979年23号）
- 父よあなたは若かった（花とゆめ 1980年1号）
- つっぱりロック（別冊コロコロコミック 1983年12月号）
- 仮面ライダーSDばっ太くん（てれびくん 1994年 - 2000年2月号）